# 奧林德 (加利福尼亞州)
奧林德（英語：Oleander）是位於美國加利福尼亞州弗雷斯諾縣的一個非建制地區。該地的面積和人口皆未知。

## 地理
奧林德的座標為36°38′04″N 119°45′18″W / 36.63444°N 119.75500°W，而該地的平均海拔高度為87米（即285英尺）。